# Scutellaria yezoensis
Scutellaria yezoensis là một loài thực vật có hoa trong họ Hoa môi. Loài này được Kudô miêu tả khoa học đầu tiên năm 1921.